# Glenkerry House
Glenkerry House est un immeuble de grande hauteur situé dans Brownfield Estate à Poplar dans le borough londonien de Tower Hamlets, à Londres.
Œuvre de l'architecte Ernő Goldfinger à la demande du Greater London Council, il partage le même style brutaliste de la Balfron Tower située proche et qui est également de Goldfinger.
Il a été construit dans les années 1970.

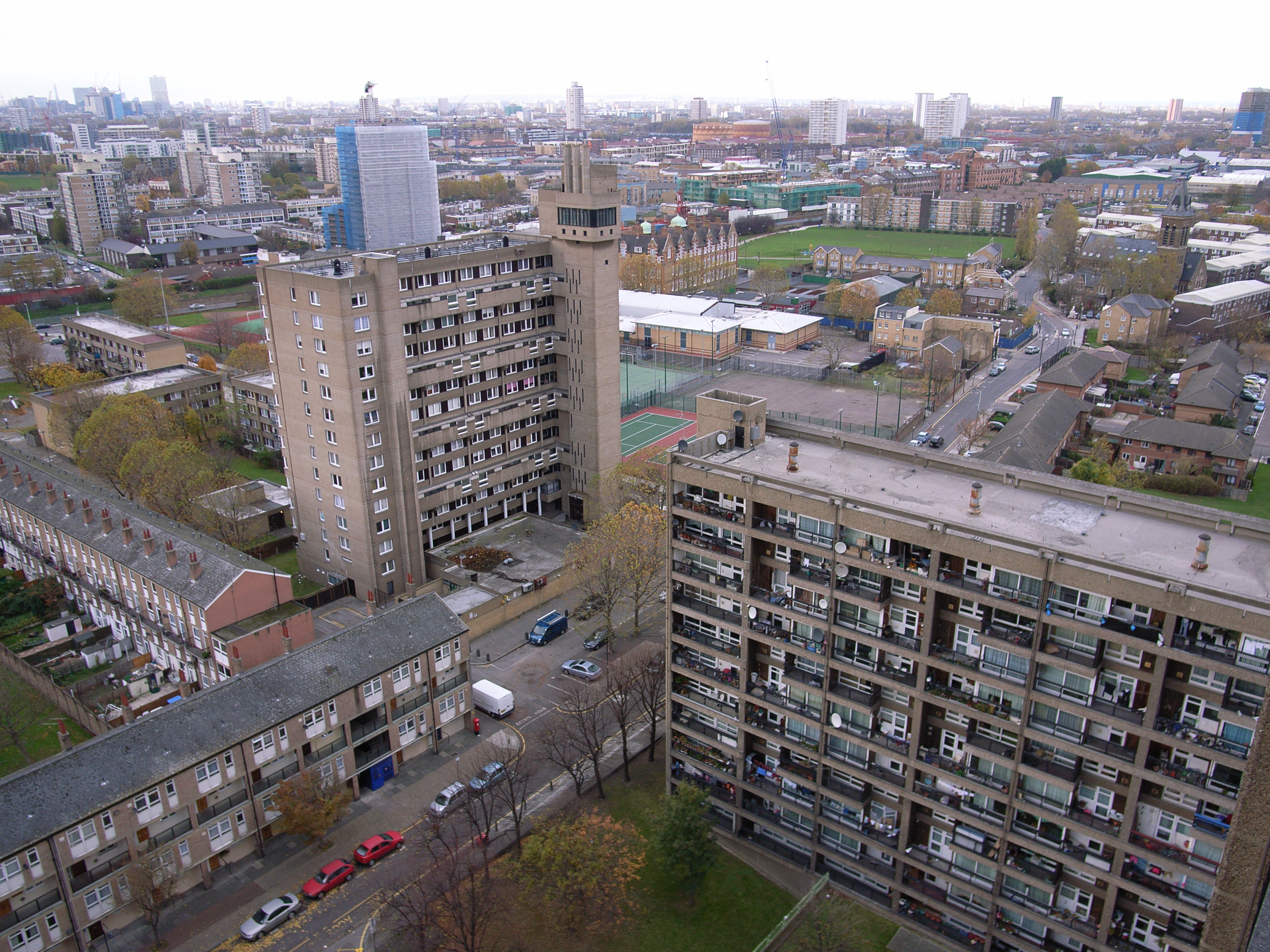
Vue depuis Balfron Tower.
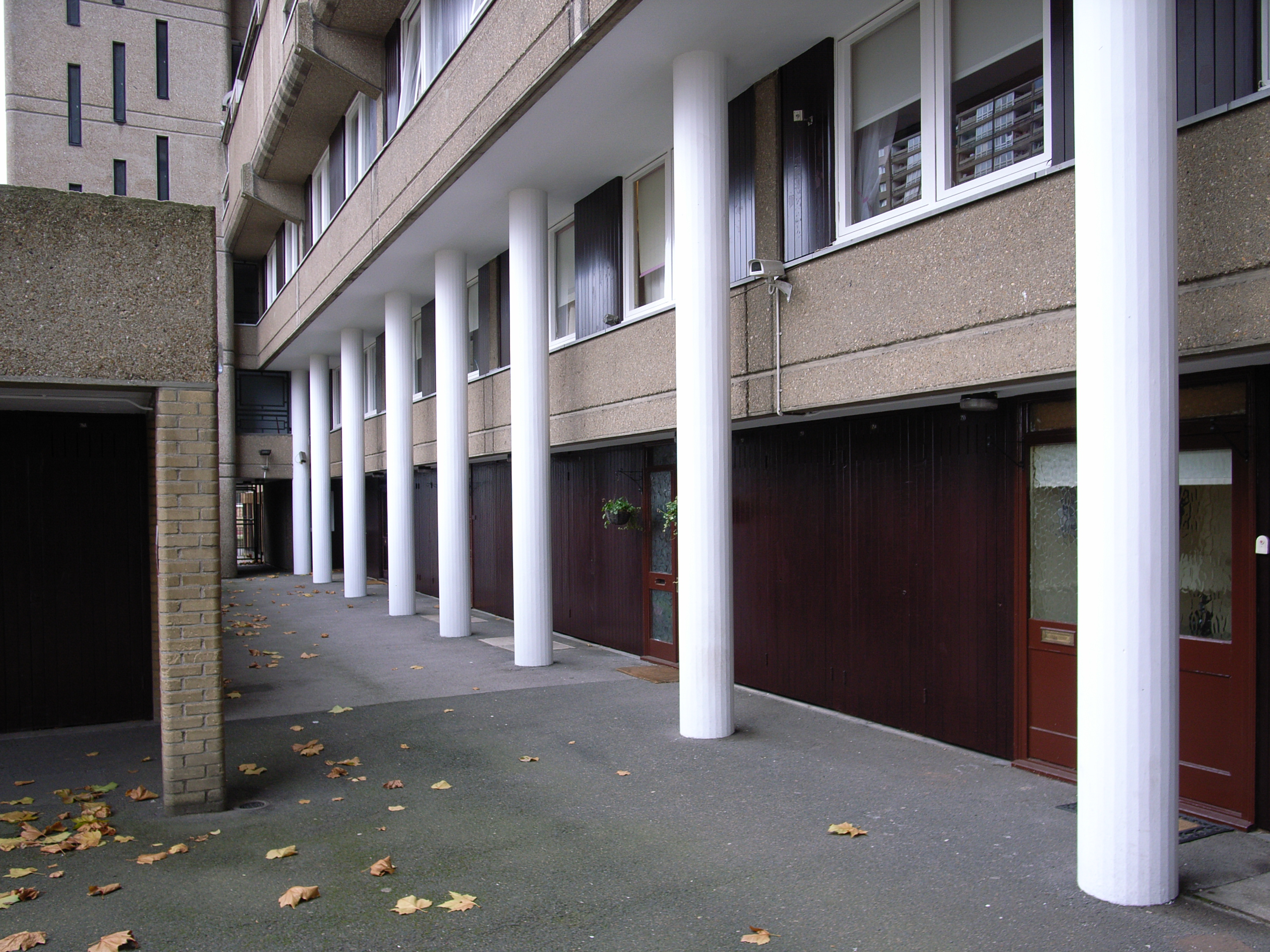
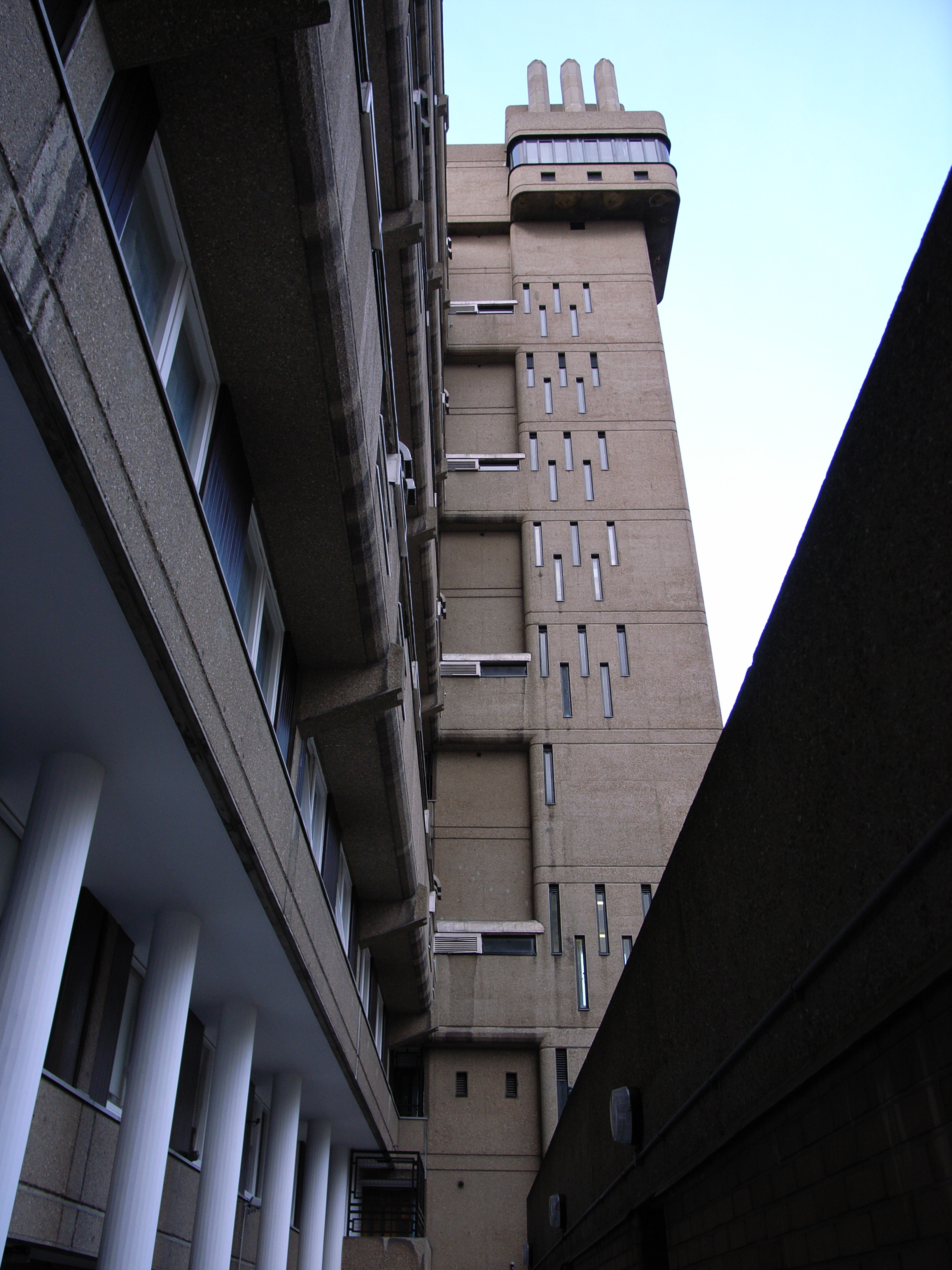
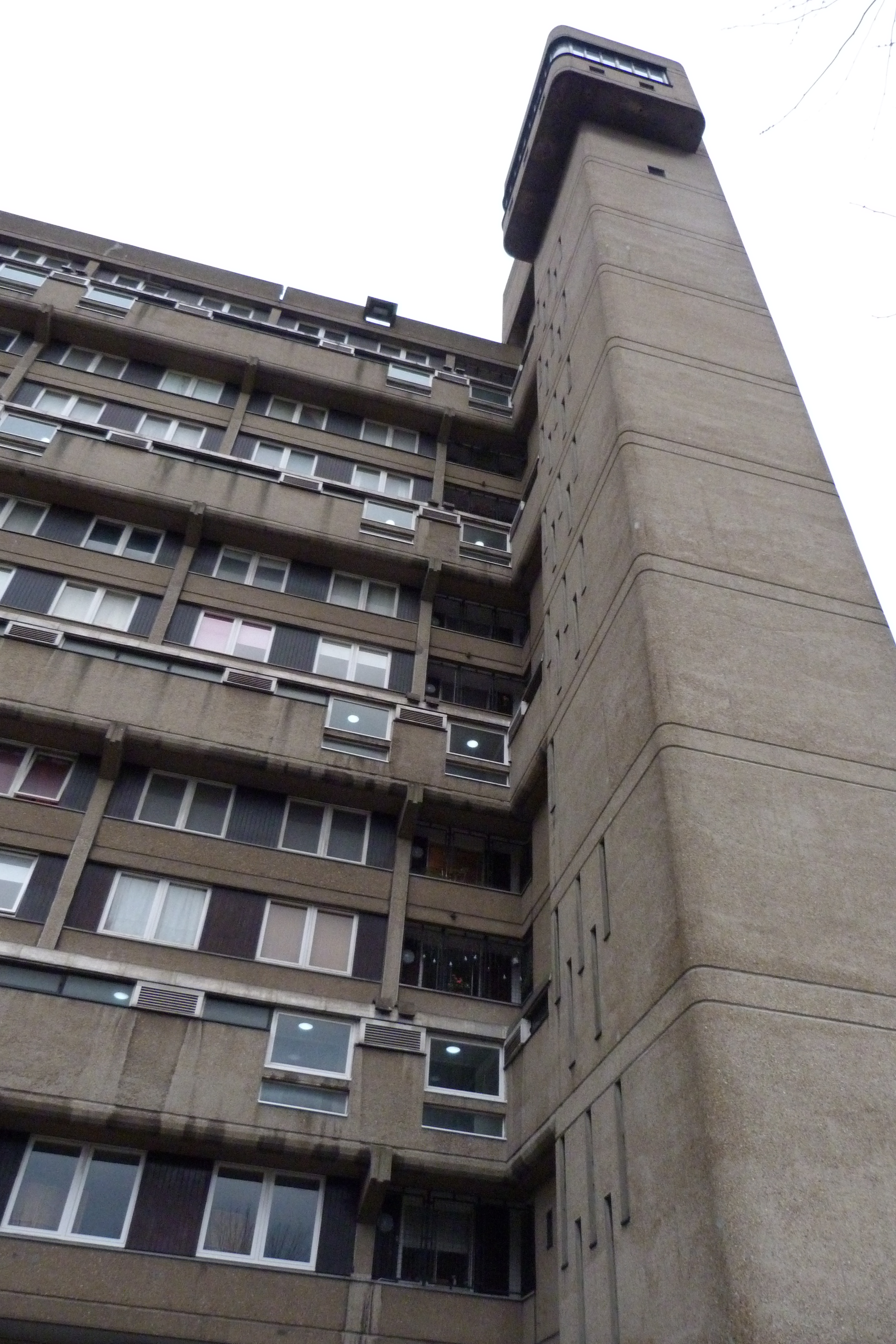